# أحمد حداد (ممثل)
أحمد حداد هو شاعر وممثل ومخرج مصري وُلد بمحافظة القاهرة في 27 نوفمبر عام 1984 وتخرج من المعهد العالي للسينما، وهو ابن الشاعر أمين حداد وحفيد الشعراء صلاح جاهين وفؤاد حداد.

## مسيرته الفنية
عمل أحمد حداد عقب تخرجه من المعهد العالي للسينما كممثل وكانت بداية مسيرته الفنية عندما شارك عام 2006 في فيلم «أوقات فراغ» الذي أخرجه محمد مصطفى، ثُم اتجه إلى التأليف والإخراج فألف وأخرج عددًا من الأفلام السينمائية الطويلة والقصيرة كان آخرها فيلم «أما عن حالة الطقس» الذي عُرض في عام 2022 والذي أنتجه وشارك بالتمثيل وكتابة الأشعار فيه أيضًا، كما ألف أحمد حداد بعض الدواوين الشعرية باللهجة العامية المصرية وكتب كلمات الأغاني لعدد من المطربين والفرق الغنائية المصرية مثل علي الحجار وفيروز كراوية وسلمى صباحي ووجيه عزيز وفرقة وسط البلد وفرقة اسكندريلا، وفي عام 2017 كون مع المطربات داليا الحندي وفاطمة عادل فرقة غنائية أطلقوا عليها أسم «رترو».

## أعماله في السينما والمسرح والتليفزيون
| سنة العرض | اسم العمل                 | نوع العمل          | الدور                | أدوار أحرى                                            |
| --------- | ------------------------- | ------------------ | -------------------- | ----------------------------------------------------- |
| 2022      | أما عن حالة الطقس         | فيلم               | حسين                 | منتج ومونتير ومخرج ومؤلف وكاتب الأشعار                |
| 2017      | ريموت كنترول              | فيلم               |                      | مخرج وكاتب السيناريو وكتب كلمات أغنية الفيلم «اتفسحت» |
| 2017      | مشاهد أفلام               | فيلم               | حسن                  | مخرج ومؤلف ومونتير وكتب كلمات أغنية الفيلم            |
| 2017      | يوم من الأيام             | فيلم               |                      | كتب كلمات أغنية الفيلم «دبدب في الأرض»                |
| 2016      | حرم ميسيوه نجيب           | مسلسل              |                      | مخرج ومؤلف                                            |
| 2016      | من القلب للقلب            | مسرحية             | الأمير الصغير        |                                                       |
| 2014      | 1984                      | فيلم               | علي                  | مونتير ومخرج ومؤلف وكاتب أغنية «بنتكعبل»              |
| 2013      | سبرتاية                   | فيلم               | يوسف                 | مخرج ومؤلف وكتب كلمات أغنية الفيلم «قشر البرتقان»     |
| 2013      | موجة حارة                 | مسلسل              | سمير ابن حمادة غزلان |                                                       |
| 2012      | إسكندرية                  | فيلم قصير          | يحيى                 | منتج ومخرج ومؤلف وكاتب كلمات أغاني الفيلم             |
| 2012      | كما في مرآة               | فيلم قصير          | على                  |                                                       |
| 2011      | دوران شبرا                | مسلسل              | علي                  |                                                       |
| 2009      | ظاظا وجرجير               | مسلسل عرائس متحركة |                      | كتب كلمات أغنية التتر                                 |
| 2088      | كل البنات بتحب الشوكولاتة | فيلم               |                      | مخرج ومؤلف وكتب كلمات أغنية الفيلم                    |
| 2008      | مكان اسمه الوطن           | فيلم               |                      | كتب كلمات أغنية الفيلم «بيتنا المنور»                 |
| 2008      | الغابة                    | فيلم               |                      |                                                       |
| 2006      | أوقات فراغ                | فيلم               | طارق                 |                                                       |
| 2005      | كارنتينا                  | مسلسل              |                      | كتب كلمات أغاني المسلسل                               |

## مؤلفاته
أصدر أحمد حاد عدة دواوين شعرية ومنها:
- الورد اللي بيطلع
- حبة تراب
- دولاب الهدوم
- بشويش
- عزيزي فلان
- مزاج سيادتي
- استراتيجية القهوة (تصدر قريبا عن دار الشروق) [6]

## التكريمات والجوائز
حظي أحمد حاد بتكريم العديد من الجهات وحصل على عدد من الجوائز من أهمها:
- الجائزة الأولى لشعر العامية في عام ٢٠١٣. [7]

## روابط خارجية
- صفحة المخرج على موقع قاعدة بيانات الأفلام العربية